# SloMo
«SloMo» (с англ. — «Замедленная съёмка») — песня испанско-кубинской певицы Шанель Терреро, с которой она представляла Испанию на конкурсе «Евровидение 2022» в Турине, где заняла итоговое третье место. Композиция была написана Лероем Санчесом, Ибере Фортесом, Мэгги Сабо, Кейтом Харрисом и Арьеном Тоненом. Сингл был выпущен в мире 24 декабря 2021 года.

## История песни
На пресс-конференции Шанель сообщила, что песня говорит о «расширении возможностей, о том, чтобы чувствовать себя комфортно со своим телом, сильным, большим и шагающим уверенно, надеть свою корону и танцевать тверк до упаду. Невозможно не встать со стула». Изначально эта песня была написана для известной исполнительницы Дженнифер Лопес, как сообщил один из авторов, Арьен Тонен, в голландской газете BD; однако Лопес так и не отреагировала на его заявление. Позже выяснилось, что это неправда.
Хореография была разработана американцем Кайлом Ханагами и позднее использована в съёмках музыкального клипа. Видеоклип был выпущен 14 марта, за два месяца до участия Испании в Евровидении, режиссёром клипа выступила Паула Касановас. Название является сокращением от английского slow motion — «замедленная съёмка».
Журналистка Ева Мора, бывший заместитель главы испанской делегации на «Евровидение 2022», вспоминала в своей книге «Испания…12 баллов», что первоначально песню предлагали исполнить Ане Герре, но та отказалась.

## Евровидение

### Benidorm Fest 2022
«SloMo» участвовала в песенном фестивале «Benidorm Fest 2022», организованном TVE, который использовался для отбора представителя Испании на конкурс песни «Евровидение». Он состоялся в Муниципальном спортивном комплексе Палау-де-Иль-де-Бенидорм в Бенидорме, валенсийская община. Тринадцать артистов соревновались в трёх шоу: двух полуфиналах 26 и 27 января 2022 года и финале 29 января 2022 года.. В полуфиналах участвовало 6 и 7, по 4 из каждого прошли в финал. Результаты каждого шоу определялись путём сочетания телезрительского голосования, демоскопического жюри и экспертного жюри. Четырнадцать конкурсантов были объявлены 10 декабря 2021 года, а премьера песен состоялась 21 декабря 2021 года. 23 января 2022 года участница Luna Ki с песней «Voy a morir» (с исп. — «Я умру») отказалась от участия в Benidorm Fest из-за того, что в случае победы в отборе она не смога бы использовать автотюн в живом выступлении на Евровидении, и количество участников сократилось до 13.
«SloMo» выиграла первый полуфинал со 110 очками, а впоследствии и финал с 96 очками. В полуфинале песня получила наибольшее количество баллов от экспертного и демоскопического жюри, в то время как в финале композиция получила наибольшее количество баллов от экспертов, а «Terra» (с англ. — «Земля») от Tanxugueiras выиграла демоскопическое и телезрительское голосование.
«SloMo» набрала всего 3,97 % зрительских голосов, оказавшись на третьем месте, пропустив вперёд «Ay mamá» (с исп. — «О, мама») от Ригоберты Бандини с 18,08 % и «Terra» с 70,75 %. На основании общей суммы телезрителей и экспертного жюри, Шанель победила в отборе.
После победы авторов «SloMo» обвинили в плагиате сингла «Extravagantno» сербской певицы Дары Бубамары, написанного Стефаном Джуричем и Слободаном Вельковичем в 2017 году.

### Турин
Конкурс песни «Евровидение 2022» прошёл в PalaOlimpico в Турине (Италия) и состоял из двух полуфиналов, которые состоялись даты 10 и 12 мая, и гранд-финала 14 мая 2022 года. Согласно правилам Евровидения, все страны-участницы, за исключением принимающей страны и «Большой пятёрки», состоящей из Франции, Германии, Италии, Испании и Великобритания, должны пройти квалификацию в одном из двух полуфиналов, чтобы побороться за выход в финал; 10 лучших стран из их соответствующих полуфиналов проходят в финал. Таким образом, Испания автоматически квалифицировалась в финал, где выступала под 10-м номером, и в итоге заняла третье место, набрав 459 очков. Этот результат по очкам является лучшим для Испании за всё время участия в Евровидении. Третье место — лучший результат Испании на Евровидении с 1995 года.

## Список композиций
| №  | Название | Длительность |
| -- | -------- | ------------ |
| 1. | «SloMo»  | 2:56         |

| №  | Название                               | Длительность |
| -- | -------------------------------------- | ------------ |
| 1. | «SloMo» (Eurovision's Dancebreak Edit) | 3:00         |

| №  | Название                               | Длительность |
| -- | -------------------------------------- | ------------ |
| 1. | «SloMo»                                | 2:56         |
| 2. | «SloMo» (Acoustic Version)             | 3:10         |
| 3. | «SloMo» (Eurovision's Dancebreak Edit) | 3:00         |
| 4. | «SloMo» (Karaoke Edit)                 | 2:52         |

## Позиции в чартах
| Чарт (2022)                                 | Высшая позиция |
| ------------------------------------------- | -------------- |
| Хорватия (Billboard)                        | 24             |
| Global 200 (Billboard)                      | 151            |
| Греция (IFPI)                               | 8              |
| Исландия (Plötutíðindi)                     | 11             |
| Ирландия (IRMA)                             | 44             |
| Литва (AGATA)                               | 9              |
| Нидерланды (Single Top 100)                 | 72             |
| Испания (PROMUSICAE)                        | 1              |
| Швеция (Sverigetopplistan)                  | 32             |
| Великобритания (UK Singles Downloads Chart) | 23             |

## История релиза
| Страна | Дата            | Формат               | Лейбл                 |
| ------ | --------------- | -------------------- | --------------------- |
| Мир    | 24 декабря 2021 | Цифровая дистрибуция | BMG Rights Management |
| Мир    | 14 мая 2022     | Цифровая дистрибуция | BMG Rights Management |

## Сертификации
| Регион                                                                      | Сертификация  | Продажи |
| --------------------------------------------------------------------------- | ------------- | ------- |
| Испания (PROMUSICAE)                                                        | 2× Платиновый | 120 000 |
| Данные о продажах + прослушиваниях приведены только на основе сертификации. |               |         |